# Toronto International Film Festival 2022
Das 47. Toronto International Film Festival fand von 8. bis 18. September 2022 statt. Wie in früheren Jahren erfolgten Vorstellungen in der TIFF Bell Lightbox, in der Roy Thomson Hall, im Princess of Wales Theatre, im Scotiabank Theatre und erstmals auch im Royal Alexandra Theatre.

## Filme und Serien
Zu den frühzeitig angekündigten Filmen, die bei der 47. Ausgabe ihre Premiere feiern sollten, zählten Bros von Nicholas Stoller, Brother von Clement Virgo, Die Fabelmans von Steven Spielberg, Glass Onion: A Knives Out Mystery von Rian Johnson, Der Liebhaber meines Mannes von Michael Grandage, On the Come Up von Sanaa Lathan und The Woman King von Gina Prince-Bythewood.
Eröffnet wurde das Filmfestival am 9. September 2022 mit dem Filmdrama Die Schwimmerinnen von Sally El Hosaini mit Matthias Schweighöfer in einer der Hauptrollen. Als Abschlussfilm wurde die Filmbiografie Dalíland von Mary Harron ausgewählt, in der Ben Kingsley den spanischen Maler Salvador Dalí spielt.
Die übrigen Filme, die im Rahmen der Gala Presentations und der Special Presentations gezeigt wurden, wurden am 28. Juli 2022 bekanntgegeben. Anfang August 2022 erfolgte die Bekanntgabe der Filme der Platform-Sektion und aus den Sektionen Discovery, Wavelengths und Midnight Madness. Zu den Filmen mit deutscher Beteiligung, die in diesen Sektionen gezeigt wurden, gehörten Runner von Marian Mathias, Return to Seoul von Davy Chou, Pacifiction von Albert Serra, Snow and the Bear von Selcen Ergun und The Taste of Apples is Red von Ehab Tarabieh. Vorgestellte Schweizer Beiträge waren Unruh von Cyril Schäublin, Something You Said Last Night von Luis De Filippis und De Humani Corporis Fabrica von Véréna Paravel und Lucien Castaing-Taylor.
Am 10. August 2022 wurden die Serienformate bekanntgegeben, die im Primetime Programm gezeigt wurden, darunter auch die deutsch-US-amerikanische Netflix-Serie 1899. An diesem Tag wurden auch die kanadischen Produktionen bekanntgegeben, die in verschiedenen Sektionen gezeigt wurden. Zu diesen zählten 752 Is Not a Number von Babak Payami, Buffy Sainte-Marie: Carry It On von Madison Thomas, Coyote von Katherine Jerkovic, Ever Deadly von Chelsea McMullan und Tanya Tagaq, The Maiden von Graham Foy, Stellar von Darlene Naponse, The Swearing Jar von Lindsay MacKay und To Kill a Tiger von Nisha Pahuja.

## Programm

### Gala Presentations
- Alice, Darling – Mary Nighy
- Black Ice – Hubert Davis
- Butcher’s Crossing – Gabe Polsky

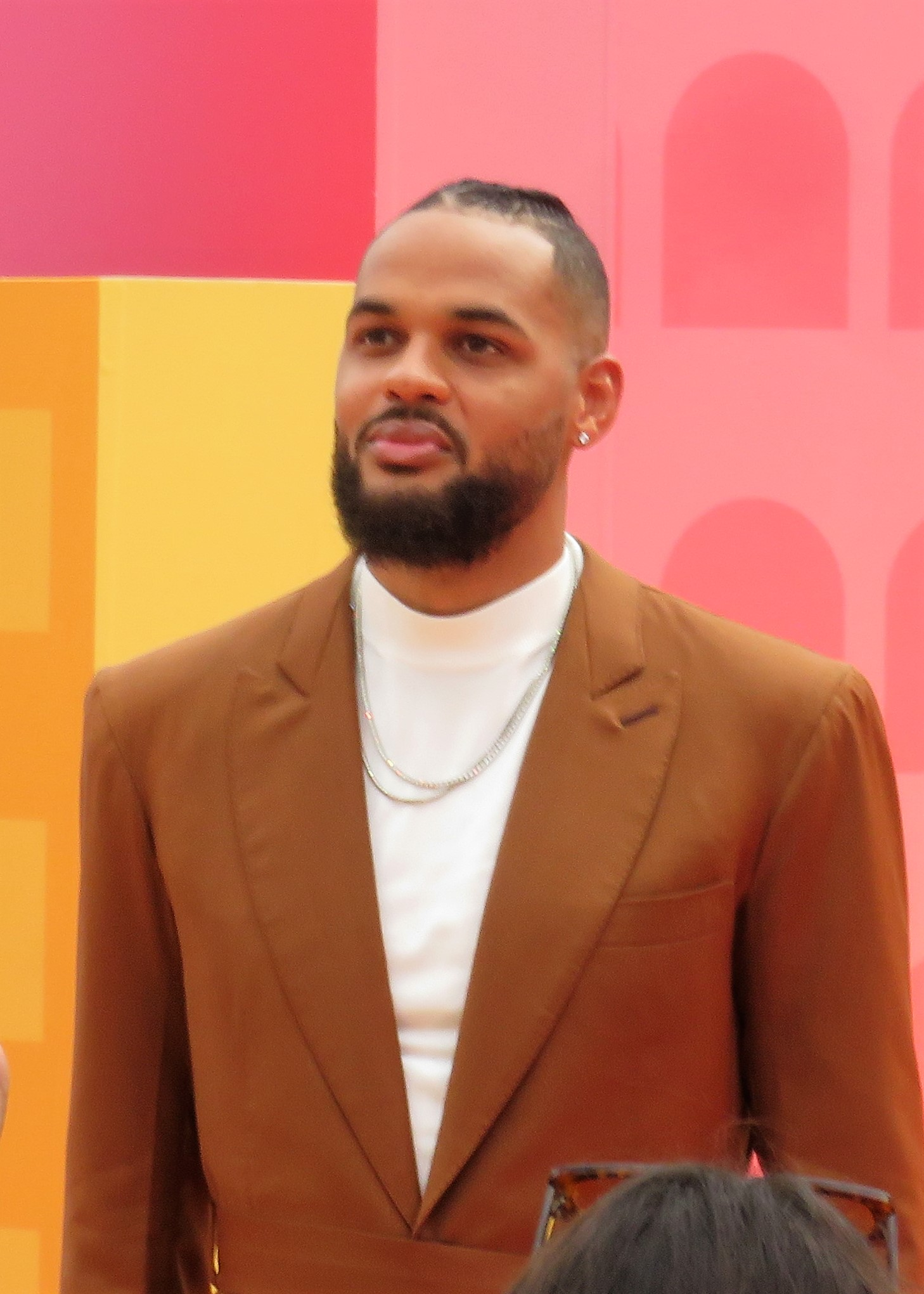
Akim Aliu bei der Premiere von Black Ice

- The Greatest Beer Run Ever – Peter Farrelly
- The Hummingbird – Francesca Archibugi
- Hunt – Lee Jung-jae
- A Jazzman’s Blues – Tyler Perry
- Kacchey Limbu – Shubham Yogi
- Moving On – Paul Weitz
- Paris Memories – Alice Winocour
- Prisoner’s Daughter – Catherine Hardwicke
- Raymond & Ray – Rodrigo García
- Roost – Amy Redford
- Die Schwimmerinnen – Sally El Hosaini
- Sidney – Reginald Hudlin
- The Son – Florian Zeller
- What’s Love Got To Do With It? – Shekhar Kapur
- The Woman King – Gina Prince-Bythewood

### Special Presentations
- Allelujah –  Sir Richard Eyre
- An einem schönen Morgen (Un beau matin / One Fine Morning) – Mia Hansen-Løve
- Die Aussprache (Women Talking) – Sarah Polley
- The Banshees of Inisherin – Martin McDonagh
- Biosphere – Mel Eslyn
- Blueback – Robert Connolly
- Das Blau des Kaftans (Le bleu du caftan) – Maryam Touzani
- Broker – Familie gesucht (Broker) – Hirokazu Koreeda
- Brother – Clement Virgo
- Bros – Nicholas Stoller
- Catherine, Lady wider Willen (Catherine Called Birdy) – Lena Dunham
- Causeway – Lila Neugebauer
- Chevalier – Stephen Williams
- Corsage – Marie Kreutzer
- Devotion – J. D. Dillard
- El Suplente – Diego Lerman
- Empire of Light – Sam Mendes
- Les enfants des autres (Other People’s Children) – Rebecca Zlotowski
- The Eternal Daughter – Joanna Hogg

- Die Fabelmans (The Fabelmans) – Steven Spielberg
- Die Frau im Nebel (Decision to Leave) – Park Chan-wook
- Glass Onion: A Knives Out Mystery – Rian Johnson
- Good Night Oppy – Ryan White
- The Good Nurse – Tobias Lindholm
- Historias para no contar (Stories Not to be Told) – Cesc Gay
- Holy Spider – Ali Abbasi
- Im Taxi mit Madeleine (Une belle course / Driving Madeleine) – Christian Carion
- Im Westen nichts Neues (All Quiet on the Western Front) – Edward Berger
- Joyland – Saim Sadiq
- The King’s Horseman – Biyi Bandele
- Der Liebhaber meines Mannes (My Policeman) – Michael Grandage
- The Lost King – Stephen Frears
- A Man of Reason – Jung Woo-sung
- The Menu – Mark Mylod
- Moonage Daydream – Brett Morgen
- Nanny – Nikyatu Jusu
- No Bears – Jafar Panahi
- On the Come Up – Sanaa Lathan
- The Return of Tanya Tucker: Featuring Brandi Carlile – Kathlyn Horan
- Saint Omer – Alice Diop
- Sanctuary – Zachary Wigon
- Triangle of Sadness – Ruben Östlund
- Walk Up – Hong Sang-soo
- Wendell & Wild – Henry Selick
- The Whale – Darren Aronofsky
- The Wonder – Sebastián Lelio

### Contemporary World Cinema
- Aftersun – Charlotte Wells
- Alam – Firas Khoury
- Amanda – Carolina Cavalli
- Amor y Matemáticas (Love and Mathematics) – Claudia Sainte-Luce
- El agua (The Water) – Elena López Riera
- Ashkal – Youssef Chebbi
- Autobiography – Makbal Mubarak
- Beyond the Wall (Shab, Dkheli, Divar) – Vahid Jalilvand
- Bones of Crows – Marie Clements
- Le Coyote (Coyote) – Katherine Jerkovic
- Domingo y La Niebla (Domingo and the Mist) – Ariel Escalante Meza
- The End of Sex – Sean Garrity
- EO – Jerzy Skolimowski
- Falcon Lake – Charlotte Le Bon
- Fixation – Mercedes Bryce Morgan
- Der Gymnasiast (Le lycéen) – Christophe Honoré
- The Hotel – Wang Xiaoshuai
- La Jauría – Andrés Ramírez Pulido
- Life (Жизнь) – Emir Baighasin
- Living – Einmal wirklich leben (Living) – Oliver Hermanus
- Love Life – Kōji Fukada
- Luxembourg, Luxembourg – Antonio Lukitsch
- The Maiden – Graham Foy
- Mantícora (Manticore) – Carlos Vermut
- Muru – Tearepa Kahi
- My Sailor, My Love – Klaus Hӓrӧ
- Najsrekjniot Chovek Na Svetot (The Happiest Man in the World) – Teona Strugar Mitevska
- Nighttalk – Donald Shebib
- North of Normal – Carly Stone
- L’origine du mal (The Origin of Evil) – Sébastien Marnier
- Plan 75 – Chie Hayakawa
- R.M.N. – Cristian Mungiu
- Saules aveugles, femme endormie (Blind Willow, Sleeping Woman) – Pierre Fӧldes
- So Much Tenderness – Lina Rodriguez
- Stellar – Darlene Naponse
- Stonewalling – Huang Ji und Ryuji Otsuka
- The Swearing Jar – Lindsay MacKay
- The Umbrella Men – John Barker
- Under the Fig Trees – Erige Sehiri
- Valeria Is Getting Married (Valeria mithatenet) – Michal Vinik
- Vanskabte Land (Godland) – Hlynur Pálmason
- Victim (Obet) – Michal Blaško
- Vicenta B. – Carlos Lechuga
- War Sailor (Krigsseileren) – Gunnar Vikene
- We Are Still Here – Beck Cole, Dena Curtis, Tracey Rigney et al
- Wildflower – Matt Smukler
- The Worst Ones – Romane Gueret
- Yin ru chen yan (Return to Dust) – Li Ruijun
- Zwigato – Nandita Das[17]

### Discovery
- Aristoteles und Dante entdecken die Geheimnisse des Universums (Aristotle and Dante Discover the Secrets of the Universe) – Aitch Alberto
- Baby Ruby – Bess Wohl
- Bruiser – Miles Warren
- Carmen – Benjamin Millepied
- Daughter of Rage (La Hija de todas las Rabias) – Laura Baumeister
- A Gaza Weekend – Basil Khalil
- Kar ve Ayi (Snow and the Bear) – Selcen Ergun
- I Like Movies – Chandler Levack
- The Inspection – Elegance Bratton
- A Long Break – Davit Pirtskhalava
- Ohne Rückkehr (Retour à Seoul / Return to Seoul) – Davy Chou
- Pussy – Joseph Amenta
- Rosie – Gail Maurice
- Runner – Marian Mathias
- Shimoni – Angela Wanjiku Wamai
- Something You Said Last Night – Luis De Filippis
- Susie Searches – Sophie Kargman
- Sweet As – Jub Clerc
- The Taste of Apples is Red – Ehab Tarabieh
- This Place – V. T. Nayani
- Until Branches Bend – Sophie Jarvis
- Ustyrlig (Unruly) – Malou Reymann
- When Morning Comes – Kelly Fyffe-Marshall
- The Young Arsonists – Sheila Pye

### Wavelengths
- Concrete Valley – Antoine Bourges
- De Humani Corporis Fabrica – Véréna Paravel und Lucien Castaing-Taylor
- Dry Ground Burning (Mato Seco em Chamas) – Joana Pimenta und Adirley Queirós
- Horse Opera – Moyra Davey
- Irrlicht (Fogo-Fátuo / Will-o’-the-Wisp) – João Pedro Rodrigues
- Pacifiction (Pacifiction – Tourment sur les îles) – Albert Serra
- Queens of the Qing Dynasty – Ashley McKenzie
- Unruh (Unrueh / Unrest) – Cyril Schäublin

### Midnight Madness
- The Blackening – Tim Story
- Leonor Will Never Die – Martika Ramirez Escobar
- Pearl – Ti West
- The People’s Joker – Vera Drew
- Project Wolf Hunting – Kim Hongsun
- Sick – John Hyams
- Sisu – Jalmari Helander
- Venus – Jaume Balagueró
- V/H/S 99 – Flying Lotus, Johannes Roberts, Maggie Levin, Tyler MacIntyre, Vanessa und Joseph Winter
- Weird: Die Al Yankovic Story (Weird: The Al Yankovic Story) – Eric Appel

### Platform
- Charcoal (Carvão) – Carolina Markowicz
- Emily – Frances O’Connor
- The Gravity (La Gravité) – Cédric Ido
- Hawa – Maïmouna Doucouré
- How to Blow Up a Pipeline – Daniel Goldhaber
- Riceboy Sleeps – Anthony Shim
- Subtraction (Tafrigh) – Mani Haghighi
- Thunder (Foudre) – Carmen Jaquier
- Tora’s Husband – Rima Das
- Viking – Stéphane Lafleur

### TIFF Docs
- 752 Is Not A Number – Babak Payami
- All the Beauty and the Bloodshed – Laura Poitras
- Buffy Sainte-Marie: Carry It On – Madison Thomas
- Casa Susanna – Sébastien Lifshitz
- Ciné-Guerrillas: Scenes from the Labudovic Reels – Mila Turajlic
- The Colour of Ink – Brian D. Johnson
- Documentary Now! – Alex Buono, Rhys Thomas und Micah Gardner
- Ever Deadly – Tanya Tagaq und Chelsea McMullan
- Free Money – Sam Soko und Lauren DeFilippo
- Mariupolis 2 – Mantas Kvedaravičius
- The Grab – Gabriela Cowperthwaite
- In Her Hands – Tamana Ayazi und Marcel Mettelsiefen
- Louis Armstrong’s Black & Blues – Sacha Jenkins
- Maya and the Wave – Stephanie Johnes
- Mi país imaginario (My Imaginary Country) – Patricio Guzmán
- Miúcha, The Voice of Bossa Nova – Daniel Zarvos und Liliane Mutti
- Patrick and the Whale – Mark Fletcher
- Pray for our Sinners – Sinéad O’Shea
- Self-Portrait as a Coffee Pot – William Kentridge
- Theatre of Thought – Werner Herzog
- To Kill a Tiger – Nisha Pahuja
- While We Watched – Vinay Shukla[17]

### Primetime
In der Sektion Primetime wurden neue Fernsehserien oder neue Folgen daraus vorgestellt.
- 1899 – Showrunner: Baran bo Odar und Jantje Friese[18]
- Dear Mama – Allen Hughes
- The Handmaid’s Tale, Staffel 5 – Bruce Miller und Elisabeth Moss
- High School – Clea DuVall und Laura Kittrell
- The Kingdom Exodus – Lars von Trier
- LIDO TV – Lido Pimienta und Sean O'Neill
- Mystery Road: Origin – Dylan River

## Auszeichnungen
- Grolsch People’s Choice Award: Die Fabelmans von Steven Spielberg
- Grolsch People’s Choice Award first runner-up: Die Aussprache von Sarah Polley
- Grolsch People’s Choice Award second runner-up: Glass Onion: A Knives Out Mystery von Rian Johnson
- The People’s Choice Documentary Award: Black Ice von Hubert Davis
- The People’s Choice Documentary Award first runner-up: Maya and the Wave von Stephanie Johnes
- The People’s Choice Documentary Award second runner-up: 752 is not a Number von Babak Payami
- Publikumspreis in der Sektion Midnight Madness: Weird: Die Al Yankovic Story von Eric Appel
- Publikumspreis in der Sektion Midnight Madness first runner-up: Pearl von Ti West
- Publikumspreis in der Sektion Midnight Madness second runner-up: The Blackening von Tim Story
- Best Canadian Short film: Simo von Aziz Zoromba
- Best Short Film: Snow in September von Lkhagvadulam Purev-Ochir
- NETPAC Award: Sweet As von Jub Clerc
- Shawn Mendes Foundation Changemaker Award: Something You Said Last Night von Louis De Filippis
- Best Canadian First Feature: Roads in February von Katherine Jerkovic
- Best Canadian Feature: The Fireflies Are Gone von Sébastien Pilote[19]
- Amplify Voices Award - Best Canadian Feature: To Kill A Tiger von Nisha Pahuja
- Amplify Voices Award: Leonor Will Never Die von Martika Ramirez Escobar
- Amplify Voices Award: While We Watched von Vinay Shukla
- Platform Prize: Riceboy Sleeps von Anthony Shim
- The Prize of the International Federation of Film Critics (FIPRESCI Prize): A Gaza Weekend von Basil Khalil[20]
- TIFF Ebert Director Award: Sam Mendes[21]
- Honorary Actor Award: Brendan Fraser[22]
- Variety Artisan Award: Hildur Guðnadóttir
- Emerging Talent Award: Sally El Hosaini[23]
- Groundbreaker Award: Michelle Yeoh[24]